# Sluisdeur
Een sluisdeur is een poort die water tegenhoudt en zo het niveauverschil aan beide zijden in stand houdt. Een sluis bestaat doorgaans uit een bassin, ook wel kolk genoemd, met aan beide zijden een sluisdeur. Er zijn verschillende soorten sluizen met hun verschillende sluisdeuren. 

## Typen sluisdeuren

### Puntdeur

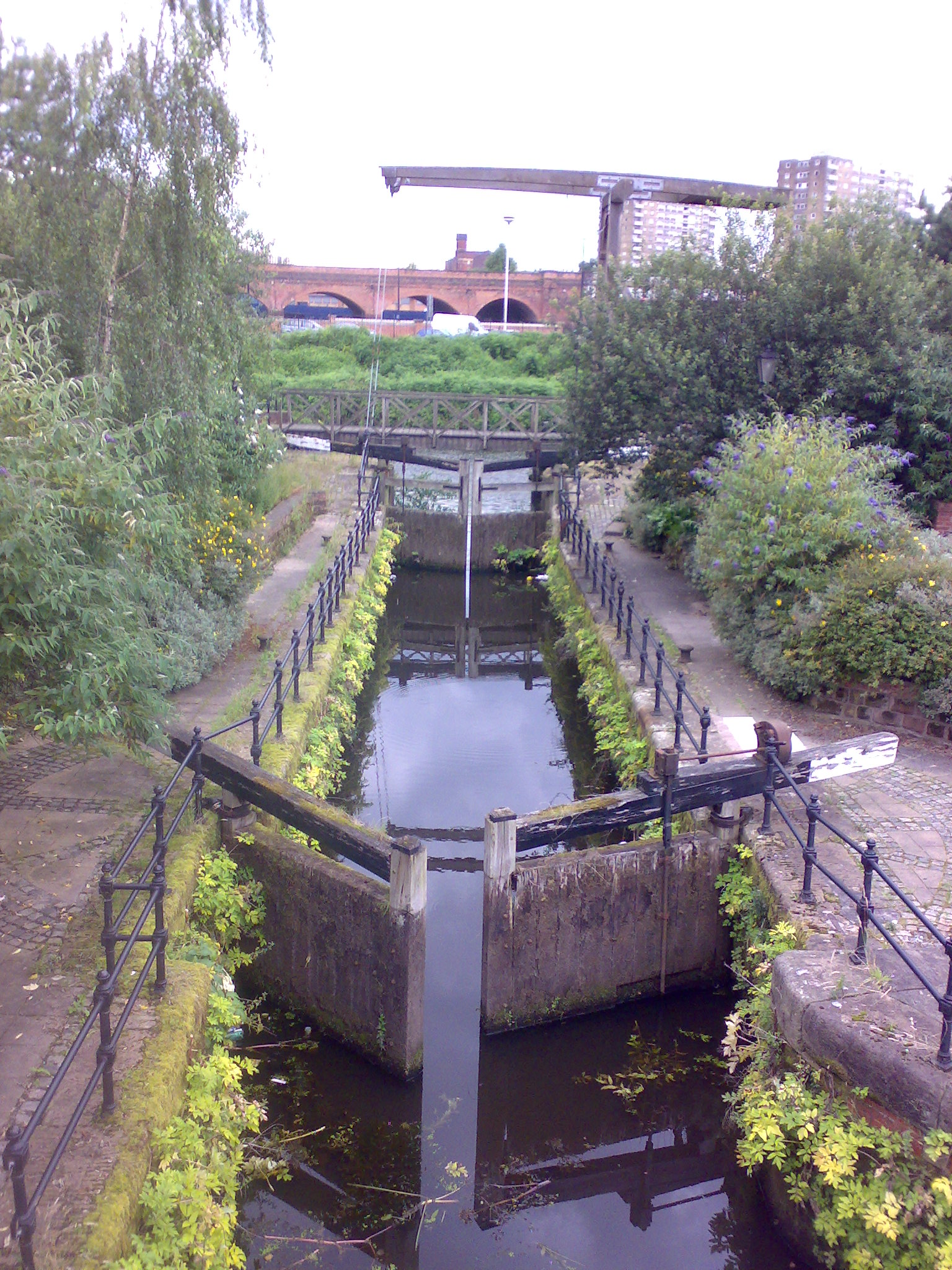
Puntdeur

Puntdeuren komen altijd voor per 2 aan elke zijde van de sluis. Ze zijn ontworpen om altijd aan dezelfde kant het hoogste waterniveau te hebben. De deuren zijn te vergelijken met 2 binnendeuren die tegenover elkaar opgesteld zijn en naar dezelfde kant opendraaien. Wanneer deze gesloten zijn staan de deuren onder een bepaalde hoek waardoor de druk van het water de deuren helpt dicht te duwen. De punt wijst dus naar de zijde met het hoogste niveau. Deze deuren komen het vaakst voor. Deze deuren zijn ook terug te vinden in een sluis met getijde. De sluisdeur aan de zeezijde wordt dan ontdubbeld. Wel zal het 2e paar deuren dan de punt in de andere richting hebben staan en wel op die manier dat de punten van elkaar wegwijzen. Zo kan men de juiste deuren gebruiken bij het juiste niveauverschil. Bij twijfel worden beide deuren gesloten.

### Klepdeur
Een klepdeur wordt tegenwoordig niet vaak toegepast, maar uit de Romeinse tijd zijn sporen van klepdeuren in Nederland teruggevonden. Deze klepdeuren waren aan de bovenzijde met scharnieren aan een duiker verbonden. Het voordeel was dat deze deuren door het water zelf werden geopend en gesloten. Bij een scharnier aan de onderkant verdwijnt de deur geheel onder water waardoor de doorvaarthoogte in principe onbeperkt is. De klapdeur klapt open zoals een deur van een landingsvaartuig. Deze wordt ook enkel toegepast aan de hoogste zijde van een sluis, omdat daar de deur minder hoog moet zijn dan aan de kant met het lage waterniveau. Dit bepaalt tevens de diepgang die de schepen maximaal mogen hebben om de sluis te kunnen passeren. Een klepdeur wordt bediend met één of twee hydraulische zuigers die aan de zijkant opgesteld zijn. De dichting is ook met hout. Nadelen zijn dat de deuren en draaipunten constant onder water zijn waardoor onderhoud moeilijk wordt en grote stukken vuil kunnen onder de klepdeur terechtkomen, waardoor de deur niet meer volledig opent.

### Hefdeur

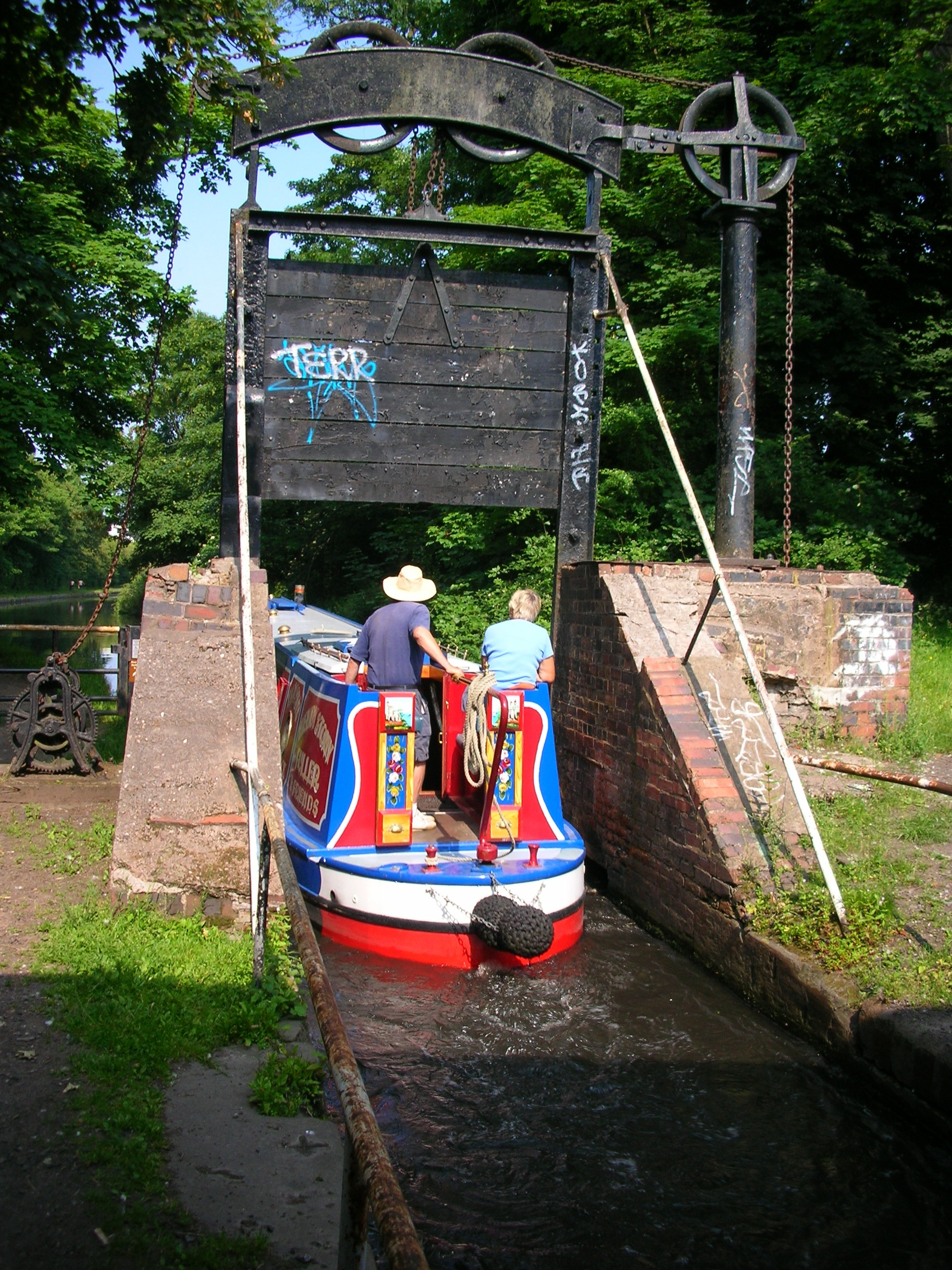
Hefdeur

Een hefdeur wordt met een ketting uit het water getild. Een contragewicht dat apart aan een kabel hangt reduceert de kracht op de aandrijfketting en dus ook op de motor. De deur wordt meestal geleid in een gleuf wat dus hetzelfde effect geeft als een schuifdeur op rails. De hefdeur is geschikt om water naar twee zijden te keren. Het voordeel van deze oplossing is dat er zich geen draaipunten of andere bewegende delen onder water bevinden, wat het onderhoud vergemakkelijkt. Het nadeel is dat dit de enige deur is, wat de hoogte van de vaartuigen die kunnen passeren beperkt. Nog een nadeel is dat wanneer de lading niet nat mag worden en de luiken van een schip open liggen, ze dichtgemaakt moeten worden omdat de deuren een regengordijn vormen waar het schip onderdoor moet.

### Roldeur

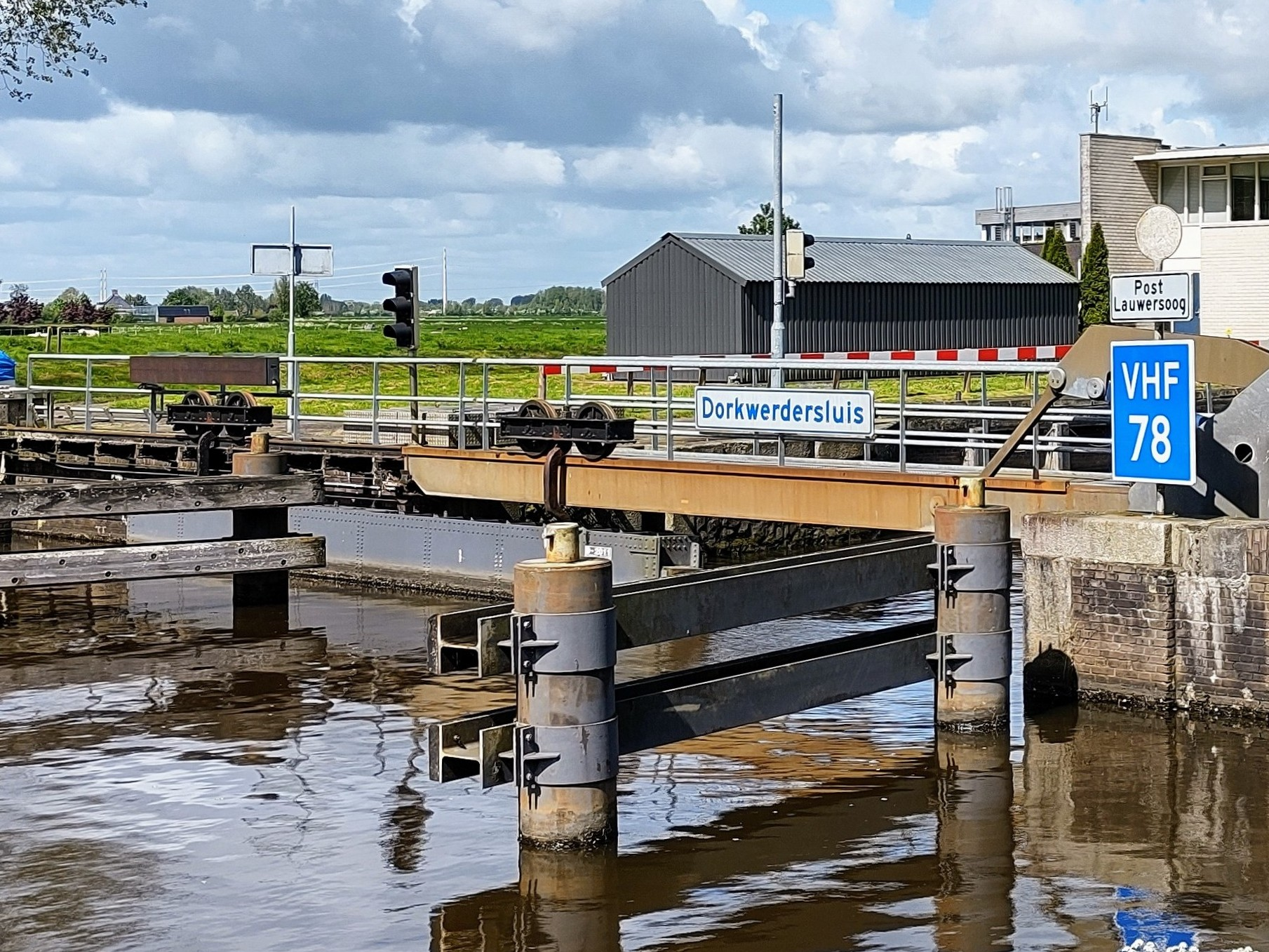
Roldeur met een hooggelegen rolbaan. De wielen draaien vanaf een rail bovenin de deurkas over een rail bevestigd aan een brug. Doordat de rails van elkaar gescheiden zijn kan de brug open als de roldeur zich in de deurkas bevindt.

Bij een roldeur rolt de deur dwars ten opzichte van de lengteas van de sluis. Een motor drijft via een tandwielkast een nestenschijf aan waarin een ketting loopt. Deze ketting is gekoppeld aan de deur om deze te kunnen openen of sluiten. De deur rust met wielen op een rail die op de bodem ligt. Dit is te vergelijken met de wielen van een trein op de sporen. Er zijn ook constructies met een  hooggelegen rolbaan waarbij de wielen aan de bovenkant van de roldeur zijn bevestigd. De wielen draaien dan van een rail bovenin de deurkas over een rail die aan een brug bevestigd is.
Om de druk op de wielen te beperken zijn luchtcompartimenten in de sluisdeur verwerkt. Op die manier ontstaat dankzij de wet van Archimedes een opwaartse kracht die het gewicht van de sluisdeur op de rails beperkt. De roldeur wordt meestal toegepast bij grote sluizen. Het voordeel van deze sluisdeur is dat de druk van het water langs beide zijden mag komen. De deur wordt in de kapel geduwd en zo sluit dit het water af. Om de sluisdeur een goede sluiting te geven wordt hout op de deur en/of op de muur bevestigd waardoor een hout-hout of een hout-beton contact ontstaat. Door de druk van het water worden deze materialen op elkaar geperst en ontstaat een min of meer waterdichte deur. Voor deze toepassing wordt meestal azobé hout gebruikt. Een nadeel is de diepe deurkas die nodig is om de deur op te bergen als deze geopend is. Verder kan vuil op de rail komen te liggen waardoor de deur niet meer goed te openen of te sluiten is, dit geldt ook voor de rail in de deurkas. De Noordersluis bij IJmuiden is een belangrijk voorbeeld van een sluis waarbij roldeuren zijn toegepast.

### Waaierdeur

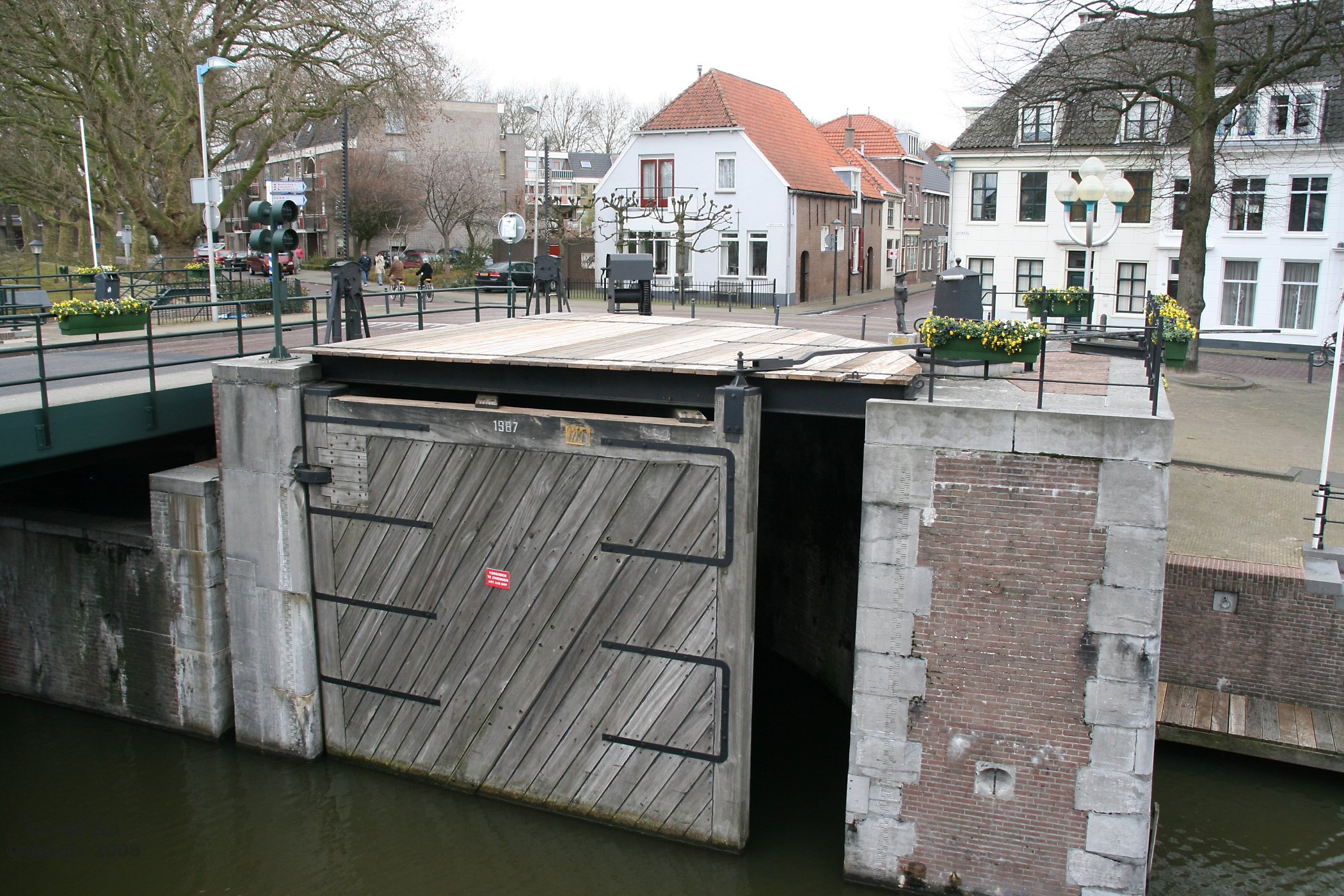
waaierdeur van de Korenbrugsluis in Gorinchem

Een waaierdeur bestaat uit twee aan elkaar verbonden delen, die rond kunnen draaien in een komvormige inkassing. Het blad dat de sluis afdicht, zichtbaar op de foto, heeft een breedte van ongeveer 5/6 van het andere blad. Deze twee delen zijn gekoppeld tot één stijf geheel en vormen samen een soort waaier. De waaierdeur komt gewoonlijk dubbel voor, ze zien eruit als puntdeuren waarbij de waaier in de deurkas zit. Waaierdeuren kunnen naar beide zijden het water keren. Door de waaierkas via buizen met water te vullen verandert de druk op de deuren zodanig dat deze zowel tegen de stroom in als met de stroom mee open en dicht gedraaid kunnen worden. De waaierdeuren worden gemaakt van hout, ijzer of staal.

## Water aan- en afvoer
Bij een schutsluis moet de waterstand in de sluis en het water waar het schip naartoe wil op een gelijk niveau komen. Voor het aan- en afvoeren van het water zijn er twee oplossingen:
- schuiven: een schuif in de deur die geopend en gesloten kan worden. De schuif kan in alle type sluisdeuren worden gebruikt, maar wordt vooral gebruikt bij kleinere sluizen.
- omloopriool: dit zijn afsluitbare tunnels in het sluishoofd waarbij het water om de deuren wordt heengevoerd. Bij korte omloopriolen stroomt het water op één plaats de sluis binnen waarbij de schepen in de sluis kunnen worden weggedrukt. Om dit nadeel op te heffen zijn er zogenaamde lange omloopriolen ontwikkeld. Het riool loopt in deze gevallen door de gehele sluiswand en het water komt op diverse plaatsen tegelijk de schutkolk in. Door de spreiding van de waterstroom is het effect op de schepen minder. Bij de sluizen van het Panamakanaal stroomt het water vanaf de bodem de sluis in en bij de Noordersluis te IJmuiden van de zijkant. Bij deze laatste zijn de omloopriolen 2,5 meter breed en 5,5 meter hoog, de omvang maakt een snel vullen en legen van de sluis mogelijk waardoor de schepen in een korte tijd geschut kunnen worden. Het principe van de omloopriolen dateert al uit de 16e eeuw.

## Naslagwerk
- G.J. Arends, Sluizen en Stuwen, 1994, Delftse Universitaire Pers, ISBN 90-6275-700-6